# 上田拓馬
上田 拓馬（うえだ たくま、1989年3月21日 - ）は、日本ユニシスバドミントン部所属の元選手。身長173cm、体重67kg。右利き。埼玉栄中学校・高等学校・早稲田大学を経て、日本ユニシスに所属する。バドミントン日本代表ナショナルチームに選出されている。2014年のトマス杯では、出場したシングルスに4戦全勝し、団体初優勝に貢献した。

## 主な成績
国内大会
- 2010年全日本総合選手権　男子シングルス　ベスト4
- 2011年全日本総合選手権　男子シングルス　ベスト4
- 2013年全日本総合選手権　男子シングルス　準優勝
- 2016年全日本総合選手権　男子シングルス　ベスト4
- 2018年全日本総合選手権　男子シングルス　ベスト4

国際大会
| 年   | 大会                       | 種目 | 成績    | Name                |
| ---- | -------------------------- | ---- | ------- | ------------------- |
| 2010 | ベトナムインターナショナル | MD   | 優勝    | 嘉村健士 / 上田拓馬 |
| 2010 | ロシア・オープン           | MS   | 優勝    | 上田拓馬            |
| 2010 | ラオスインターナショナル   | MS   | ベスト4 | 上田拓馬            |
| 2010 | ラオスインターナショナル   | MD   | ベスト4 |                     |
| 2010 | 韓国オープングランプリ     | MS   | ベスト4 | 上田拓馬            |
| 2011 | インド・オープン           | MS   | ベスト8 | 上田拓馬            |
| 2011 | ユニバーシアード           | MS   | 3位     | 上田拓馬            |
| 2012 | USオープン                 | MS   | 準優勝  | 上田拓馬            |
| 2012 | ベトナム・オープン         | MS   | 準優勝  | 上田拓馬            |
| 2013 | シンガポール・オープン     | MS   | ベスト4 | 上田拓馬            |
| 2014 | トマス杯                   | TEAM | 優勝    | 日本                |